# Elverskud (dokumentarfilm)
Elverskud er en dansk animationsfilm fra 1966, der er instrueret af Jannik Hastrup.

## Handling
Tegnefilm over folkevisen om Ridder Oluf og hans skæbnesvangre møde med elverpigerne undervejs til sit bryllup. I filmen er benyttet en af Dansk Folkemindesamlings originale optagelser af folkevisen, sunget af Helga Olsen.